# Hans Tietze
Hans Karl Tietze (Praga, 1º maggio 1880 – New York, 4 aprile 1954) è stato uno storico dell'arte austriaco ed esponente della Scuola viennese di storia dell'arte.

## Biografia
Figlio di un avvocato ebreo, Tietze è cresciuto a Praga nella comunità di lingua tedesca. Nel 1893 la famiglia si trasferì a Vienna. Dal 1900 al 1903 studiò archeologia, storia e storia dell'arte all'Università di Vienna sotto la docenza di Alois Riegl, Julius von Schlosser e Franz Wickhoff. Nel 1903, con Wickhoff come relatore, presentò la tesi per il dottorato di ricerca sullo sviluppo della rappresentazione tipologica medievale. Nel 1905 scrisse la sua ricerca per l'abilitazione all'insegnamento dedicata agli affreschi di Annibale Caracci a Palazzo Farnese.
Nel 1905 si sposò con la compagna di studi Erika Conrat.  Per qualche tempo fu assistente di Wickhoff presso il primo istituto di storia dell'arte viennese presieduto da Josef Strzygowski. Fu anche assistente e segretario presso la commissione per la conservazione dei  monumenti austriaci. Nel 1909 venne riconosciuto come libero docente di storia dell'arte all'Università di Vienna e dopo la fine della prima guerra mondiale divenne professore associato e iniziò a curare la rivista d'arte Die bildenden Künste.
Tra i suoi studenti a Vienna erano Ernst Gombrich, Otto Kurz e Fritz Grossmann.
Nel 1913 pubblicò il suo Methode der Kunstgeschichte (Metodo per la storia dell'arte), dove «tentava di riassumere i principi alla base del progetto metodologico evoluzionistico sviluppato da Franz Wickhoff e Alois Riegl e perfezionato da Max Dvořák». Dal 1923 al 1925 Tietze contribuì a riorganizzare l'antiquato sistema museale d'arte di Vienna in uno più popolare e pedagogico. Ad esempio, riunì la collezione di stampe della Hofbibliothek nella collezione Albertina e ha riorganizzato le Gallerie del Belvedere nel museo del barocco, del XIX secolo e del XX secolo.
Tietze è stato anche un sostenitore dell'arte moderna associandosi alla Gesellschaft zur Förderung der modernen Kunst di Vienna (Associazione per la promozione dell'arte moderna a Vienna), contemporaneamente ha pubblicato studi fondamentali su Albrecht Dürer e sull'arte rinascimentale veneziana. Ad esempio, in Tintoretto: The Paintings and Drawings (1948) il pittore veneziano è ritratto come artista barocco e figura dominante nel passaggio dall'alto Rinascimento: un «artista moderno, vestito nelle fogge dell'arte classica».
Nel 1932 e nel 1935 Tietze fu attivo come visitor professor negli Stati Uniti. Nel 1938, dopo l'annessione dell'Austria da parte dei nazisti, si trasferì con moglie a Londra e poi definitivamente negli Stati Uniti. Qui, tra il 1938 e il 1939 fu incaricato come professore al Museo d'Arte di Toledo. Nel 1940 si stabilì a New York City, dove esercitando come studioso indipendente scrisse numerosi saggi.
Nel 1965 gli è stata intitolata la Tietzestraße di Vienna e anche all'Albertina gli sono state intitolate le "Gallerie Tietze per stampe e disegni".